# Андреевский (Якутия)
Андреевский (якут. Андреевскай) — село в Верхневилюйском улусе Республики Саха (Якутия) России. Административный центр Едюгейского наслега.

## География
Село находится в западной части Якутии, в пределах географической зоны таёжных лесов Вилюйского плато Среднесибирского плоскогорья, в правобережной части долины реки Вилюй, на расстоянии примерно одного километра к югу от села Верхневилюйска, административного центра улуса.
Климат
Климат характеризуется как резко континентальный, с продолжительной морозной зимой и коротким летом. Абсолютный минимум температуры воздуха составляет −64 °C; абсолютный максимум — 35 °C; среднегодовая температура — 11,1 °C. Снежный покров держится в течение 6-7 месяцев в году.
Часовой пояс
Село Андреевский находится в часовой зоне МСК+6. Смещение применяемого времени относительно UTC составляет +9:00.

## Население
| 1989 | 2002  | 2010  | 2021  |
| ---- | ----- | ----- | ----- |
| 1600 | ↗1992 | ↗2229 | ↗2507 |

Половой состав
По данным Всероссийской переписи населения 2010 года в гендерной структуре населения мужчины составляли 49,7 %, женщины — соответственно 50,3 %.
Национальный состав
Согласно результатам переписи 2002 года, в национальной структуре населения якуты составляли 98 % из 1992 чел.

## Улицы
Уличная сеть села состоит из 39 улиц и 7 переулков.